# Hiroyuki Matsumoto
Hiroyuki Matsumoto (født 9. juli 1989) er en tidligere japansk fodboldspiller.
Han har spillet for flere forskellige klubber i sin karriere, herunder Thespakusatsu Gunma og Fujieda MYFC.